# Polyniki Emmanouilidou
Polyniki Emmanouilidou (in greco Πολυνίκη Εμμανoυηλίδου?; Salonicco, 30 giugno 2003) è una velocista greca.

## Record nazionali
Juniores
- 200 metri piani: 23"20 ( Cali, 4 agosto 2022)

## Progressione

### 100 metri piani
| Stagione | Misura | Luogo    | Data      | Rank. Mond. |
| -------- | ------ | -------- | --------- | ----------- |
| 2023     | 11"21  | Serres   | 10-6-2023 |             |
| 2022     | 11"44  | Atene    | 1-6-2022  |             |
| 2021     | 11"55  | Tallinn  | 15-7-2021 |             |
| 2020     | 11"71  | Patrasso | 8-8-2020  |             |
| 2019     | 11"94  | Baku     | 22-7-2019 |             |
| 2018     | 12"14  | Grevena  | 26-5-2018 |             |

### 200 metri piani
| Stagione | Misura | Luogo    | Data      | Rank. Mond. |
| -------- | ------ | -------- | --------- | ----------- |
| 2023     | 22"85  | Chorzów  | 25-6-2023 |             |
| 2022     | 23"20  | Cali     | 4-8-2022  |             |
| 2021     | 23"77  | Nairobi  | 20-8-2021 |             |
| 2020     | 24"25  | Giannina | 2-8-2020  |             |
| 2019     | 24"64  | Katerini | 23-6-2019 |             |

### 60 metri piani indoor
| Stagione | Misura | Luogo    | Data      | Rank. Mond. |
| -------- | ------ | -------- | --------- | ----------- |
| 2022/23  | 7"26   | Istanbul | 3-3-2023  |             |
| 2021/22  | 7"49   | Belgrado | 12-2-2022 |             |
| 2020/21  | 7"54   | Pireo    | 12-2-2021 |             |
| 2019/20  | 7"52   | Pireo    | 28-2-2020 |             |
| 2018/19  | 7"54   | Pireo    | 25-1-2019 |             |
| 2017/18  | 8"02   | Serres   | 27-1-2018 |             |

## Palmarès
| Anno | Manifestazione          | Sede      | Evento      | Risultato  | Prestazione | Note                                   |
| ---- | ----------------------- | --------- | ----------- | ---------- | ----------- | -------------------------------------- |
| 2021 | Europei U20             | Tallinn   | 100 m piani | 6ª         | 11"66       |                                        |
| 2021 | Europei U20             | Tallinn   | 200 m piani | Semifinale | 24"13       |                                        |
| 2021 | Mondiali U20            | Nairobi   | 200 m piani | Semifinale | 23"77       | Miglior prestazione nazionale under 20 |
| 2022 | Mondiali U20            | Cali      | 100 m piani | Semifinale | 11"51       | [ 1 ]                                  |
| 2022 | Mondiali U20            | Cali      | 200 m piani | 5ª         | 23"42       | [ 2 ] [ 3 ]                            |
| 2023 | Mediterraneo U23 indoor | Valencia  | 60 m piani  | Oro        | 7"37        | Record dei campionati                  |
| 2023 | Europei indoor          | Istanbul  | 60 m piani  | Batteria   | 7"34        | [ 4 ] [ 5 ]                            |
| 2023 | Europei U23             | Espoo     | 100 m piani | 5ª         | 11"40       |                                        |
| 2023 | Europei U23             | Espoo     | 200 m piani | Bronzo     | 23"41       |                                        |
| 2023 | Mondiali                | Budapest  | 200 m piani | Semifinale | 23"15       |                                        |
| 2024 | Mondiali indoor         | Glasgow   | 60 m piani  | Batteria   | 7"27        |                                        |
| 2024 | Europei                 | Roma      | 100 m piani | Semifinale | 11"21       |                                        |
| 2024 | Europei                 | Roma      | 200 m piani | 8ª         | 23"01       |                                        |
| 2024 | Giochi olimpici         | Parigi    | 100 m piani | Batteria   | 11"25       |                                        |
| 2024 | Giochi olimpici         | Parigi    | 200 m piani | Semifinale | 23"18       |                                        |
| 2025 | Europei indoor          | Apeldoorn | 60 m piani  | Semifinale | 7"22        |                                        |
| 2025 | Mondiali indoor         | Nanchino  | 60 m piani  | Semifinale | 7"33        |                                        |
| 2025 | Europei U23             | Bergen    | 100 m piani | Bronzo     | 11"44       |                                        |

## Campionati nazionali
- 2 volte campionessa nazionale greca dei 200 metri piani (2020, 2021)
- 1 volta campionessa nazionale greca dei 100 metri piani (2022)
- 1 volta campionessa nazionale greca indoor dei 60 metri piani (2023)

2020
- 4ª ai campionati greci indoor (Pireo), 60 m piani - 7"68
- Bronzo ai campionati greci (Patrasso), 100 m piani - 11"71
- Oro ai campionati greci (Salonicco), 200 m piani - 23"98

2021
- 4ª ai campionati greci indoor (Pireo), 60 m piani - 7"60
- 4ª ai campionati greci (Salonicco), 100 m piani - 11"69
- Oro ai campionati greci (Salonicco), 200 m piani - 23"98

2022
- 6ª ai campionati greci indoor (Pireo), 60 m piani - 7"52
- Argento ai campionati greci indoor (Pireo), 200 m piani - 24"42
- Oro ai campionati greci (Salonicco), 100 m piani - 11"68

2023
- Oro ai campionati greci indoor (Pireo), 60 m piani - 7"35

## Altre competizioni internazionali
2019
- 5ª al Festival olimpico estivo della gioventù europea ( Baku), 100 m - 11"94
- Argento al Festival olimpico estivo della gioventù europea ( Baku), staffetta svedese - 2'09"16

2021
- Bronzo ai Campionati europei a squadre - First League ( Cluj-Napoca), staffetta 4x100 m - 44"05

2022
- Oro ai campionati balcanici under 20 ( Belgrado), 60 m piani - 7"49

2023
- Bronzo ai Campionati europei a squadre - Prima divisione, ( Chorzów), 200 m piani - 22"85
- 7ª ai Campionati europei a squadre - Prima divisione, ( Chorzów), 100 m piani - 11"30
- 7ª ai Campionati europei a squadre - Prima divisione, ( Chorzów), staffetta 4x100 m - 43"81